# Paul Gascoigne
Paul Gascoigne   (Gateshead, 27 de maig de 1967) és un exfutbolista anglès que ocupava la posició de centrecampista. Va ser internacional absolut per la selecció anglesa de futbol en 57 ocasions.
El 1998 fou escollit per la Football League a la llista de les 100 llegendes del futbol anglès.
Destacà també pel seu caràcter irreverent. No va poder desenvolupar tot el seu potencial com a futbolista degut a les lesions i la seva mala conducta fora dels terrenys de joc. Durant la seva trajectòria ha tingut freqüents problemes amb l'alcohol i les drogues, que s'han agreujat després de la seva retirada del futbol professional.

## Trajectòria
| Club                 | País       | Any         |
| -------------------- | ---------- | ----------- |
| Newcastle United     | Anglaterra | 1984 - 1988 |
| Tottenham Hotspur FC | Anglaterra | 1988 - 1992 |
| SS Lazio             | Itàlia     | 1992 - 1995 |
| Rangers FC           | Escòcia    | 1995 - 1998 |
| Middlesbrough        | Anglaterra | 1998 - 2000 |
| Everton FC           | Anglaterra | 2000 - 2002 |
| Burnley FC           | Anglaterra | 2002        |

## Palmarès
- 1 FA Cup: 1990-91 (Tottenham Hotspur)
- 2 Lliga escocesa de futbol: 1995-96 i 1996-97 (Rangers FC)
- 1 Copa escocesa de futbol: 1995-96 (Rangers FC)
- 1 Copa de la Lliga escocesa de futbol: 1995-96 (Rangers FC)